# 由岐神社
由岐神社（ゆきじんじゃ）は、京都市左京区鞍馬本町にある神社。通称靫明神（ゆきみょうじん）。大己貴命と少彦名命を主祭神として「由岐大明神」と総称し、八所大明神を相殿に祀る。鞍馬寺の鎮守社である。

## 歴史
祭神は元は宮中に祀られていたが、平安京で大地震が起き、天慶の乱まで発生したので当時の天皇である朱雀天皇が天下泰平と万民幸福を祈念し、その勅によって天慶3年（940年）、鞍馬山の地に遷宮をして鞍馬寺の鎮守社とし、都の北方鎮護を仰せつけた。例祭の鞍馬の火祭は、そのときに里人がかがり火を持って神霊を迎えたことによるものである。
「靫明神」という社名は、天皇の病や国難時に神前に靫（ゆき）を献じて平穏を祈ったことによる。洛中の五條天神社では、国難時にその責任を取って「流罪に処す」として国の役人が神社の扉に靫を架けて閉じるということが行われていたが、『徒然草』によれば由岐神社でも同様のことが行われていたという。由岐神社と五條天神社は祭神が同じである。
慶長12年（1607年）には豊臣秀頼によって本殿及び拝殿が再建されている。

## 祭神
- 主祭神 - 大己貴命、少彦名命
- 相殿 - 八所大明神

## 境内
- 本殿 - 2023年に改築。
- 三宝荒神社 - 祭神：三宝荒神大神。火の神、竈の神として、古くからこの地に祀られている。信仰：火難除けの神。
- 社務所
- 白長弁財天社 - 祭神：弁財天。
- 冠者社 - 祭神：素戔嗚命。信仰：商売繁昌の神様。
- 岩上社 - 祭神：事代主命・大山祇命。
- 大杉社 - 祭神：御神木。信仰：願掛け杉の御神木。大杉さん。
- 八幡宮社 - 祭神：八幡大神。
- 拝殿（割拝殿、重要文化財） - 慶長12年（1607年）に豊臣秀頼により再建。割拝殿形式の桃山建築。

## 文化財

### 重要文化財
- 拝殿（割拝殿）
- 石造狛犬 一対[1] - 京都国立博物館寄託。同博物館では「石造獅子」として展示している[2]。

### 京都市指定天然記念物
- 大杉社の御神木 - 杉3本、カゴノキ1本

### 京都市登録無形民俗文化財
- 鞍馬火祭

## その他
- 神社には拝観料などはなく神社境内は無料で入場できるが、鞍馬寺の境内にあるために、鞍馬寺の入山料である「愛山料」が高校生以上500円（中学生以下は無料・叡電1日乗車券提示者は優待・早朝と夜間は無料）必要である。
- 鞍馬寺山門の門内すぐの所から出ている鞍馬山鋼索鉄道に乗車すると、由岐神社を通りすぎてしまう。そのため先に鞍馬寺の本堂である本殿金堂などに参拝したあと、由岐神社に参拝するならば下りは徒歩で参道を下ることが必要である。